# Sportvereinigung Bayer 04 Leverkusen 1963-1964
Questa voce raccoglie le informazioni riguardanti la Sportvereinigung Bayer 04 Leverkusen nelle competizioni ufficiali della stagione 1963-1964.

## Stagione
Nella stagione 1963-1964 il Bayer Leverkusen, allenato da Fritz Pliska, concluse il campionato di Regionalliga ovest al 12º posto.

## Rosa
| N. |                     | Ruolo | Calciatore          |
| -- | ------------------- | ----- | ------------------- |
|    | Germania (bandiera) | P     | Hans Kuhlmann       |
|    | Germania (bandiera) | P     | Friedhelm Renno     |
|    | Germania (bandiera) | D     | Werner Biskup       |
|    | Germania (bandiera) | D     | Heinz Godyla        |
|    | Germania (bandiera) | D     | Günter Haarmann     |
|    | Germania (bandiera) | D     | Klaus Niemuth       |
|    | Germania (bandiera) | D     | Helmut Röhrig       |
|    | Germania (bandiera) | D     | Werner Torner       |
|    | Germania (bandiera) | D     | Horst Wehrle        |
|    | Germania (bandiera) | C     | Herbert Dobers      |
|    | Germania (bandiera) | C     | Manfred Henrichwark |

| N. |                     | Ruolo | Calciatore          |
| -- | ------------------- | ----- | ------------------- |
|    | Germania (bandiera) | C     | Klaus Heydenreich   |
|    | Germania (bandiera) | C     | Gerd Kubaschek      |
|    | Germania (bandiera) | C     | Günter Pospiech     |
|    | Germania (bandiera) | C     | Peter Schädler      |
|    | Germania (bandiera) | A     | Jörg Goldmann       |
|    | Germania (bandiera) | A     | Werner Görts        |
|    | Germania (bandiera) | A     | Hans-Otto Peters    |
|    | Germania (bandiera) | A     | Helmut Weber        |
|    | Germania (bandiera) | A     | Hans-Joachim Wöhler |
|    | Germania (bandiera) | A     | Hans Zimmermann     |

## Organigramma societario
Area tecnica
- Allenatore: Fritz Pliska
- Allenatore in seconda:
- Preparatore dei portieri:
- Preparatori atletici:
- Analisi video:

## Calciomercato

### Sessione estiva
| Acquisti | Acquisti       | Acquisti             | Acquisti |
| R.       | Nome           | da                   | Modalità |
| -------- | -------------- | -------------------- | -------- |
| C        | Herbert Dobers | Bayer Leverkusen U19 |          |
| A        | Jörg Goldmann  | Arminia Hannover     |          |

| Cessioni | Cessioni          | Cessioni       | Cessioni |
| R.       | Nome              | a              | Modalità |
| -------- | ----------------- | -------------- | -------- |
| A        | Heinz Höher       | Duisburg       |          |
| A        | Uwe Klimaschefski | Hertha Berlino |          |
| P        | Manfred Manglitz  | Duisburg       |          |

## Risultati

### Regionalliga

#### Girone di andata
| 4 agosto 1963 1ª giornata | Bayer Leverkusen | 4 – 1 | Lüner |  |

| 11 agosto 1963 2ª giornata | Herten | 5 – 1 | Bayer Leverkusen |  |

| 18 agosto 1963 3ª giornata | Bayer Leverkusen | 3 – 0 | TuS Duisburg 1848/99 |  |

| 25 agosto 1963 4ª giornata | Rot-Weiss Essen | 4 – 3 | Bayer Leverkusen |  |

| 1º settembre 1963 5ª giornata | Bayer Leverkusen | 1 – 1 | Duisburger SpV |  |

| 8 settembre 1963 6ª giornata | Westfalia Herne | 1 – 0 | Bayer Leverkusen |  |

| 15 settembre 1963 7ª giornata | Bayer Leverkusen | 3 – 1 | Siegen |  |

| 22 settembre 1963 8ª giornata | Bottrop | 2 – 1 | Bayer Leverkusen |  |

| 29 settembre 1963 9ª giornata | Arminia Bielefeld | 2 – 2 | Bayer Leverkusen |  |

| 6 ottobre 1963 10ª giornata | Bayer Leverkusen | 0 – 0 | Wuppertal |  |

| Arbitro: | Kasper |

|                                               |           |            |
| Demond 21’, 82’ Ratajczak 32’ Kurtscheidt 61’ | Marcatori | 38’ Peters |

| Arbitro: | Pannhorst |

|            |           |              |
| Wehrle 59’ | Marcatori | 68’ Feldkamp |

| Arbitro: | Buschhorn |

|                           |           |            |
| Schmidt 19’, 42’ Otta 74’ | Marcatori | 21’ Dobers |

| Arbitro: | Schubring |

|  |           |                       |
|  | Marcatori | 3’ Wilson 75’ Fränkel |

| Arbitro: | Krumnack |

|                                |           |                 |
| Martinelli 22’, 35’ Gronen 55’ | Marcatori | 68’ Heydenreich |

| Arbitro: | Voß |

|                               |           |  |
| Kubaschek 26’ Heydenreich 42’ | Marcatori |  |

| Arbitro: | Nawrocki |

|                      |           |                 |
| Stockhausen 31’, 39’ | Marcatori | 80’ Heydenreich |

| Leverkusen 1º dicembre 1963 18ª giornata                              | Bayer Leverkusen | 2 – 1 referto | Viktoria Colonia | Ulrich-Haberland-Stadion (7 000 spett.) |
| \| \| \| \| \| Pospiech 23’ Peters 87’ \| Marcatori \| 82’ Witczak \| |                  |               |                  |                                         |
|                                                                       |                  |               |                  |                                         |
| Pospiech 23’ Peters 87’                                               | Marcatori        | 82’ Witczak   |                  |                                         |

| Arbitro: | Beinke |

|                               |           |            |
| Niemuth 8’ (aut.) Beeking 53’ | Marcatori | 63’ Biskup |

#### Girone di ritorno
| Arbitro: | Scharwächter |

|                                     |           |             |
| Heydenreich 50’, 65’, 80’ Weber 85’ | Marcatori | 89’ Assauer |

| Arbitro: | Hense |

|                         |           |  |
| Liebich 4’ Reißmann 29’ | Marcatori |  |

| Arbitro: | Stöcklein |

|            |           |          |
| Peters 10’ | Marcatori | 79’ Will |

| Duisburg 19 gennaio 1964 23ª giornata                                          | Duisburger SpV | 3 – 1 referto | Bayer Leverkusen | Wedaustadion (5 000 spett.) |
| \| \| \| \| \| Eßkuchen 10’ Poll 67’ Schmiel 75’ \| Marcatori \| 77’ Peters \| |                |               |                  |                             |
|                                                                                |                |               |                  |                             |
| Eßkuchen 10’ Poll 67’ Schmiel 75’                                              | Marcatori      | 77’ Peters    |                  |                             |

| Arbitro: | Hoffmann |

|                             |           |                                  |
| Schädler 5’, 59’ Wehrle 10’ | Marcatori | 19’, 24’ Bandura 30’ Cieslarczyk |

| Arbitro: | Händelkes |

|                                    |           |                                                    |
| Kühn 23’ Neuser 26’ Schumacher 54’ | Marcatori | 13’ Heydenreich 34’ (aut.) Gaberle 40’, 68’ Peters |

| Leverkusen 16 febbraio 1964 26ª giornata                                           | Bayer Leverkusen | 2 – 2 referto          | Bottrop | Ulrich-Haberland-Stadion (3 000 spett.) |
| \| \| \| \| \| Goldmann 21’ Schädler 73’ \| Marcatori \| 28’ Kaufmann 38’ Baron \| |                  |                        |         |                                         |
|                                                                                    |                  |                        |         |                                         |
| Goldmann 21’ Schädler 73’                                                          | Marcatori        | 28’ Kaufmann 38’ Baron |         |                                         |

| Arbitro: | Fork |

|                |           |                                        |
| Eichelmann 14’ | Marcatori | 24’ Goldmann 31’ Zimmermann 42’ Dobers |

| Leverkusen 1º marzo 1964 28ª giornata                                                  | Bayer Leverkusen | 4 – 0 referto | Arminia Bielefeld | Ulrich-Haberland-Stadion (4 000 spett.) |
| \| \| \| \| \| Peters 5’ Görts 15’ Zimmermann 42’ Schulz 59’ (aut.) \| Marcatori \| \| |                  |               |                   |                                         |
|                                                                                        |                  |               |                   |                                         |
| Peters 5’ Görts 15’ Zimmermann 42’ Schulz 59’ (aut.)                                   | Marcatori        |               |                   |                                         |

| Arbitro: | Schleißner |

|                  |           |              |
| Arnrich 48’, 63’ | Marcatori | 86’ Goldmann |

| Oberhausen 15 marzo 1964 30ª giornata                           | RW Oberhausen | 2 – 2 referto | Bayer Leverkusen | Niederrheinstadion (1 500 spett.) |
| \| \| \| \| \| Fliege 22’, 47’ \| Marcatori \| 8’, 66’ Görts \| |               |               |                  |                                   |
|                                                                 |               |               |                  |                                   |
| Fliege 22’, 47’                                                 | Marcatori     | 8’, 66’ Görts |                  |                                   |

| Arbitro: | Hennig |

|                                      |           |  |
| Peters 59’ Heydenreich 65’ Görts 82’ | Marcatori |  |

| Arbitro: | Ehlert |

|                                                |           |  |
| Schmidt 10’ Ridder 77’ Mozin 82’ Hammacher 86’ | Marcatori |  |

| Arbitro: | Burgers |

|                            |           |  |
| Peters 34’, 78’ Wehrle 89’ | Marcatori |  |

| Arbitro: | Schleißner |

|  |           |            |
|  | Marcatori | 34’ Peters |

| Leverkusen 19 aprile 1964 35ª giornata | Bayer Leverkusen | 0 – 0 referto | Hamborn 07 | Ulrich-Haberland-Stadion (3 000 spett.)\| Arbitro: \| Wortmann \| |
| Arbitro:                               | Wortmann         |               |            |                                                                   |

| Arbitro: | Pannhorst |

|  |           |                              |
|  | Marcatori | 43’ Peters 55’ (aut.) Jansen |

| Arbitro: | Irmer |

|  |           |           |
|  | Marcatori | 54’ Meyer |

| Arbitro: | Oelmann |

|  |           |                            |
|  | Marcatori | 37’ Martinelli 60’ Glenski |

## Statistiche

### Statistiche di squadra
| Competizione       | Punti | In casa | In casa | In casa | In casa | In casa | In casa | In trasferta | In trasferta | In trasferta | In trasferta | In trasferta | In trasferta | Totale | Totale | Totale | Totale | Totale | Totale | DR |
| Competizione       | Punti | G       | V       | N       | P       | Gf      | Gs      | G            | V            | N            | P            | Gf           | Gs           | G      | V      | N      | P      | Gf     | Gs     | DR |
| ------------------ | ----- | ------- | ------- | ------- | ------- | ------- | ------- | ------------ | ------------ | ------------ | ------------ | ------------ | ------------ | ------ | ------ | ------ | ------ | ------ | ------ | -- |
| Regionalliga ovest | 35    | 19      | 9       | 7       | 3       | 36      | 17      | 19           | 4            | 2            | 13           | 26           | 45           | 38     | 13     | 9      | 16     | 62     | 62     | 0  |
| Totale             | 35    | 19      | 9       | 7       | 3       | 36      | 17      | 19           | 4            | 2            | 13           | 26           | 45           | 38     | 13     | 9      | 16     | 62     | 62     | 0  |

### Andamento in campionato
| Giornata  | 1 | 2  | 3 | 4  | 5  | 6  | 7  | 8  | 9  | 10 | 11 | 12 | 13 | 14 | 15 | 16 | 17 | 18 | 19 | 20 | 21 | 22 | 23 | 24 | 25 | 26 | 27 | 28 | 29 | 30 | 31 | 32 | 33 | 34 | 35 | 36 | 37 | 38 |
| --------- | - | -- | - | -- | -- | -- | -- | -- | -- | -- | -- | -- | -- | -- | -- | -- | -- | -- | -- | -- | -- | -- | -- | -- | -- | -- | -- | -- | -- | -- | -- | -- | -- | -- | -- | -- | -- | -- |
| Luogo     | C | T  | C | T  | C  | T  | C  | T  | T  | C  | T  | C  | T  | C  | T  | C  | T  | C  | T  | C  | T  | C  | T  | C  | T  | C  | T  | C  | T  | T  | C  | T  | C  | T  | C  | T  | C  | C  |
| Risultato | V | P  | V | P  | N  | P  | V  | P  | N  | N  | P  | N  | P  | P  | P  | V  | P  | V  | P  | V  | P  | N  | P  | N  | V  | N  | V  | V  | P  | N  | V  | P  | V  | V  | N  | V  | P  | P  |
| Posizione | 2 | 12 | 9 | 10 | 10 | 12 | 11 | 12 | 11 | 12 | 14 | 13 | 14 | 16 | 17 | 16 | 17 | 15 | 17 | 15 | 17 | 14 | 15 | 16 | 14 | 14 | 14 | 14 | 14 | 13 | 12 | 12 | 12 | 12 | 12 | 11 | 12 | 12 |

Legenda:

Luogo: C = Casa; T = Trasferta. Risultato: V = Vittoria; N = Pareggio; P = Sconfitta.

### Statistiche dei giocatori
| W. Biskup      | 28 | 1  | 0 | 0 |
| H. Dobers      | 3  | 2  | 0 | 0 |
| H. Godyla      | 11 | 0  | 0 | 0 |
| J. Goldmann    | 21 | 3  | 0 | 0 |
| W. Görts       | 14 | 4  | 0 | 0 |
| G. Haarmann    | 17 | 0  | 0 | 0 |
| M. Henrichwark | 26 | 0  | 0 | 0 |
| K. Heydenreich | 24 | 8  | 0 | 0 |
| G. Kubaschek   | 7  | 1  | 0 | 0 |
| H. Kuhlmann    | 17 | 0  | 0 | 0 |
| K. Niemuth     | 19 | 0  | 0 | 0 |
| H. Peters      | 26 | 12 | 0 | 0 |
| G. Pospiech    | 5  | 1  | 0 | 0 |
| F. Renno       | 11 | 0  | 0 | 0 |
| H. Röhrig      | 11 | 0  | 0 | 0 |
| P. Schädler    | 12 | 3  | 0 | 0 |
| W. Torner      | 10 | 0  | 0 | 0 |
| H. Weber       | 1  | 1  | 0 | 0 |
| H. Wehrle      | 26 | 3  | 0 | 0 |
| H. Wöhler      | 4  | 0  | 0 | 0 |
| H. Zimmermann  | 15 | 2  | 0 | 0 |